# Selección de fútbol de Finlandia
La selección de fútbol de Finlandia (en finés: Suomen jalkapallomaajoukkue, en sueco: Finlands fotbollslandslag) es el equipo representativo de ese país en las competiciones oficiales. Su organización está a cargo de la Federación de Fútbol de Finlandia (Suomen Palloliitto), perteneciente a la UEFA. La selección finlandesa es catalogada como una selección modesta dentro del panorama del fútbol ya que hasta la fecha nunca ha podido clasificarse a una Copa Mundial de Fútbol, pero su mayor logro fue clasificar para la Eurocopa 2020, en la que fue eliminado en la primera ronda. Actualmente la selección finlandesa ocupa el puesto número 56 del clasificatoria de la FIFA.

## Historia

### Inicios
La Asociación Finlandesa de Fútbol fue fundada en 1907 y se convirtió en miembro de la FIFA en 1908, a pesar del hecho de que en esa época Finlandia era todavía un gran ducado autónomo del Imperio ruso y no obtuvo su independencia hasta 1917. Finlandia jugó su primer partido internacional el 22 de octubre de 1911, perdiendo 2-5 ante la vecina Suecia en Helsinki.

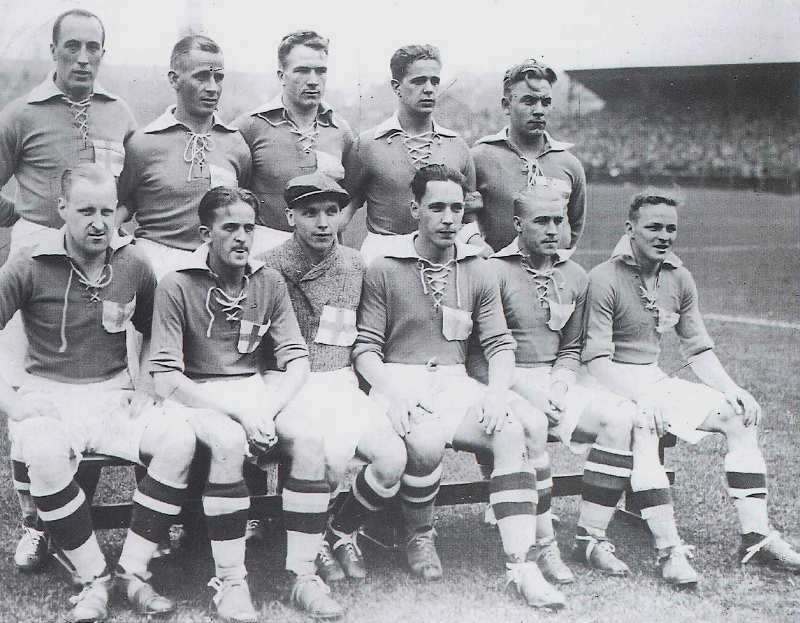
El equipo para un partido ante en 1933.

El cuarto puesto conseguido en los Juegos Olímpicos de Estocolmo 1912 es, hasta el día de hoy, el mayor logro de la selección. Finlandia venció a Italia y Rusia en las primeras dos rondas antes de perder contra Gran Bretaña en las semifinales. En el partido por la medalla de bronce fueron vapuleados por 0-9 ante Países Bajos. La anécdota reseña que los finlandeses tenían la impresión de que el partido tendría lugar un día más tarde, por lo que salieron a festejar la noche antes del partido, siendo por consiguiente derrotados fácilmente. Finlandia también participó en los torneos olímpicos de fútbol de 1936, 1952 (en calidad de anfitrión) y 1980. La selección no pudo reeditar lo conseguido en 1912, siendo eliminada en primera ronda en aquellas tres oportunidades.
Estuvo cerca de conseguir una histórica clasificación a un torneo internacional en el marco de las eliminatorias a la Eurocopa 2008 donde totalizó 24 puntos (su mejor registro en eliminatorias) en 14 partidos, resultado insuficiente para asegurar los dos primeros puestos de clasificación, ocupados respectivamente por Polonia y Portugal.
En las eliminatorias a Sudáfrica 2010, Finlandia fue ubicada frente a equipos como , en donde consiguió 18 puntos incluyendo puntos sacados ante la vigente tercera del Mundo, Alemania, en Helsinki de local y de visitante en Hamburgo. A pesar de conseguir 18 puntos, no fueron suficientes para asegurar los dos primeros puestos de clasificación, ocupados por Alemania y Rusia.
En la fase de clasificación para el Mundial 2014, Finlandia sorprendió al mundo entero al conseguir, el 22 de marzo de 2013, frente a España, actual campeona del mundo y de Europa, un meritorio empate como visitante 1-1. Sin embargo, no lograría clasificar tras quedar tercero con 9 puntos.
En la eliminatoria a la Eurocopa 2016, Finlandia fue posicionada en el grupo F con Hungría, Irlanda del Norte, Islas Feroe, Rumanía y Grecia. Se pensó que Finlandia clasificaría debido al bajo rendimiento de equipos como Hungría o Rumanía, sin embargo, ambas lograron clasificar y Finlandia quedó cuarta, con 12 puntos a 4 del repechaje contra Noruega.
Luego en las clasificatorias para Rusia 2018, Finlandia comenzaría su clasificación ubicada en el grupo I, compartiendo grupo con Croacia, Islandia, Kosovo, Turquía y Ucrania. En su debut en el 5 de septiembre del 2016, Finlandia se enfrentó a Kosovo, quien por primera vez participaba en un partido oficial UEFA tras su independencia en 2008. El resultado terminó 1-1 con goles de Paulus Arajuuri para los finlandeses y de Valon Berisha para Kosovo.
Después, visitaba a Islandia en el 6 de octubre, en Reikiavik. Tras ir ganando 2-1 en el primer tiempo con goles de Teemu Pukki y de Robin Lod, en el segundo tiempo los islandeses remontaron hasta ganar 3-2 finalmente. Luego recibieron a Croacia el 9 de octubre, donde perdieron 0-1 con gol de Mario Mandžukić, dejando a Finlandia en el borde de la eliminación, donde en el 12 de noviembre, los finlandeses visitaban a Ucrania, donde perdieron por 0-1 con gol de Artem Kravets, y luego en el 24 de marzo de 2017 se declaró la eliminación del Mundial tras perder con Turquía por 0-2 con goles de Cenk Tosun.
Aquella eliminación dejó a Finlandia en su segundo peor lugar en el Clasificatoria FIFA, posicionándose en el puesto 96.º. Luego en el 7 de junio, Finlandia consiguió un penoso empate ante Liechtenstein de local en Turku, quien en ese momento, era la tercera peor selección de Europa. Después, en el 11 de junio, perdieron ante Ucrania por 1-2 en Tampere, dejando a Finlandia con su peor lugar en el Clasificatoria FIFA, en el puesto 110.º.

### En ascenso (2017-presente)
Tras una renovación de jugadores, Finlandia logró recuperar su nivel, donde en el 2 de septiembre recibió a Islandia, donde Finlandia ganó por 1-0, obteniendo su primera victoria tras ser eliminada. 4 días después, en el 5 de septiembre, Finlandia venció a Kosovo 1-0 en Shkodër, obteniendo 7 puntos. Luego en el 6 de octubre, visitó a Croacia, de visitante en Osijek, donde tras un gol de Mandžukić en el minuto 57, el finlandés Pyry Soiri empató en el minuto 90, consiguiendo un histórico empate. Finlandia recibió a la eliminada Turquía en Turku el 9 de octubre, empatando 2-2, cerrando su irregular clasificatoria a Rusia 2018.

#### Liga de las Naciones de la UEFA
Finlandia en este nuevo torneo, fue ubicada en la Liga C teniendo un coeficiente de 20,501 siendo la 36.º mejor selección de Europa. Fue ubicada con las selecciones de Estonia, Grecia y Hungría en el grupo C2. Comenzó con cuatro victorias al hilo, derrotando a Hungría y a Estonia por duplicado, en las 3 ocasiones con gol solitario de Teemu Pukki, y en el cuarto partido, ganó a Grecia de local por 2-0 con goles de Pyry Soiri y de Glen Kamara. Sin embargo, el 15 de noviembre de 2018 fueron derrotados por Grecia de visitante por 1-0 tras autogol de Albin Granlund, y el 18 de noviembre fueron derrotados 2-0 por Hungría con goles de Ádám Szalai y Ádám Nagy, dependiendo de que Grecia no ganara por diferencia de dos goles o más a Estonia. Sin embargo, Grecia perdió sorpresivamente por 1-0 ante los estonios con autogol de Konstantinos Lambropoulos, marcando la clasificación de Finlandia a los play-offs para clasificar a la Eurocopa 2020 y el ascenso a la Liga B, al obtener en total 12 puntos fruto de 4 victorias, 0 empates y 2 derrotas, superando a Hungría que tuvo 10 puntos, a Grecia que tuvo 9 y a Estonia que tuvo 4.

#### Clasificación para la Eurocopa 2020
Pese a la clasificación de Finlandia para los play-offs para clasificar a la Eurocopa 2020, tenían la posibilidad de clasificar directamente por medio de las clasificatorias. Fue ubicada en el grupo J con Armenia, Bosnia y Herzegovina, Grecia, Italia y Liechtenstein. Comenzó la clasificatoria el 23 de marzo de 2019 ante Italia de visitante, perdiendo por 2-0. El 26 de marzo ganó 2-0 a Armenia de visitante, y el 8 de junio ganó por 2-0 a Bosnia y Herzegovina con doblete de Teemu Pukki. Días después venció a domicilio por 0-2 a Liechtenstein.
El 5 de septiembre, Finlandia recibió a Grecia en Tampere, ganando 1-0 con gol de Pukki de penal en el minuto 52. Posteriormente, en el 8 de septiembre volvieron a jugar de local, esta vez ante Italia, siendo el único rival que venció a Finlandia hasta aquel entonces. Sin embargo, con goles de Ciro Immobile y Jorginho, Italia venció 2-1. El descuento finlandés fue parte de Teemu Pukki en el minuto 72 vía penal.
En el 12 de octubre sufrieron un duro revés, pues visitaron a Bosnia y Herzegovina en Zenica, siendo sorpresivamente goleados por 4-1, estando sin su máxima figura Edin Džeko, pero con Miralem Pjanić como figura de los bosnios quien anotó un doblete. El descuento finlandés fue de Joel Pohjanpalo. El 15 de octubre lograron reivindicarse goleando por 3-0 a su escolta Armenia, con goles de Fredrik Jensen y de Teemu Pukki por duplicado.
El 15 de noviembre de 2019, el equipo finlandés derrotó 3 a 0 a Liechtenstein con goles de Jasse Tuominen al minuto 21, y dos goles de Teemu Pukki en los minutos 64 por vía del punto penal y al minuto 75, logrando por primera vez en su historia la clasificación al torneo europeo de naciones.
En 2021 debutaron en la competición e hicieron historia al lograr su primera victoria por (1-0) en su primer partido de grupo frente a la selección de Dinamarca. Sin embargo perdieron en sus siguientes encuentros ante Rusia (0-1) y Bélgica (0-2) quedando tercero de grupo y quedando eliminado por dif. de goles.

## Uniforme
| 2020 Local | 2020 Visita | 2024 Visita |

## Últimos partidos y próximos encuentros
Actualizado al último partido jugado el 17 de noviembre de 2024
| Fecha      | Ciudad     | Local      | Resultado | Visitante         | Competición                 |
| ---------- | ---------- | ---------- | --------- | ----------------- | --------------------------- |
| 17-11-2023 | Helsinki   | Finlandia  | 4:0 (1:0) | Irlanda del Norte | Clasificación Eurocopa 2024 |
| 20-11-2023 | Serravalle | San Marino | 1:2 (0:0) | Finlandia         | Clasificación Eurocopa 2024 |
| 21-03-2024 | Cardiff    | Gales      | 4:1 (2:0) | Finlandia         | Clasificación Eurocopa 2024 |
| 26-03-2024 | Helsinki   | Finlandia  | 2:1 (2:0) | Estonia           | Partido amistoso            |
| 04-06-2024 | Lisboa     | Portugal   | 4:2 (2:0) | Finlandia         | Partido amistoso            |
| 07-06-2024 | Glasgow    | Finlandia  | 2:2 (0:0) | Eslovenia         | Partido amistoso            |
| 07-09-2024 | Atenas     | Grecia     | 3:0 (2:0) | Finlandia         | Liga de Naciones UEFA 24/25 |
| 10-09-2024 | Londres    | Inglaterra | 2:0 (0:0) | Finlandia         | Liga de Naciones UEFA 24/25 |
| 10-10-2024 | Helsinki   | Finlandia  | 1:2 (1:0) | Irlanda           | Liga de Naciones UEFA 24/25 |
| 13-10-2024 | Helsinki   | Finlandia  | 1:3 (0:1) | Inglaterra        | Liga de Naciones UEFA 24/25 |
| 14-11-2024 | Dublín     | Irlanda    | 1:0 (1:0) | Finlandia         | Liga de Naciones UEFA 24/25 |
| 17-11-2024 | Helsinki   | Finlandia  | 0:2 (0:0) | Grecia            | Liga de Naciones UEFA 24/25 |

## Estadísticas

### Copa Mundial de Fútbol
| Copa Mundial de Fútbol | Copa Mundial de Fútbol | Copa Mundial de Fútbol | Copa Mundial de Fútbol | Copa Mundial de Fútbol | Copa Mundial de Fútbol | Copa Mundial de Fútbol | Copa Mundial de Fútbol |
| Año                    | Ronda                  | J                      | G                      | E                      | P                      | GF                     | GC                     |
| ---------------------- | ---------------------- | ---------------------- | ---------------------- | ---------------------- | ---------------------- | ---------------------- | ---------------------- |
| 1930                   | No participó           | No participó           | No participó           | No participó           | No participó           | No participó           | No participó           |
| 1934                   | No participó           | No participó           | No participó           | No participó           | No participó           | No participó           | No participó           |
| 1938                   | No clasificó           | No clasificó           | No clasificó           | No clasificó           | No clasificó           | No clasificó           | No clasificó           |
| 1950                   | Se retiró              | Se retiró              | Se retiró              | Se retiró              | Se retiró              | Se retiró              | Se retiró              |
| 1954                   | No clasificó           | No clasificó           | No clasificó           | No clasificó           | No clasificó           | No clasificó           | No clasificó           |
| 1958                   | No clasificó           | No clasificó           | No clasificó           | No clasificó           | No clasificó           | No clasificó           | No clasificó           |
| 1962                   | No clasificó           | No clasificó           | No clasificó           | No clasificó           | No clasificó           | No clasificó           | No clasificó           |
| 1966                   | No clasificó           | No clasificó           | No clasificó           | No clasificó           | No clasificó           | No clasificó           | No clasificó           |
| 1970                   | No clasificó           | No clasificó           | No clasificó           | No clasificó           | No clasificó           | No clasificó           | No clasificó           |
| 1974                   | No clasificó           | No clasificó           | No clasificó           | No clasificó           | No clasificó           | No clasificó           | No clasificó           |
| 1978                   | No clasificó           | No clasificó           | No clasificó           | No clasificó           | No clasificó           | No clasificó           | No clasificó           |
| 1982                   | No clasificó           | No clasificó           | No clasificó           | No clasificó           | No clasificó           | No clasificó           | No clasificó           |
| 1986                   | No clasificó           | No clasificó           | No clasificó           | No clasificó           | No clasificó           | No clasificó           | No clasificó           |
| 1990                   | No clasificó           | No clasificó           | No clasificó           | No clasificó           | No clasificó           | No clasificó           | No clasificó           |
| 1994                   | No clasificó           | No clasificó           | No clasificó           | No clasificó           | No clasificó           | No clasificó           | No clasificó           |
| 1998                   | No clasificó           | No clasificó           | No clasificó           | No clasificó           | No clasificó           | No clasificó           | No clasificó           |
| 2002                   | No clasificó           | No clasificó           | No clasificó           | No clasificó           | No clasificó           | No clasificó           | No clasificó           |
| 2006                   | No clasificó           | No clasificó           | No clasificó           | No clasificó           | No clasificó           | No clasificó           | No clasificó           |
| 2010                   | No clasificó           | No clasificó           | No clasificó           | No clasificó           | No clasificó           | No clasificó           | No clasificó           |
| 2014                   | No clasificó           | No clasificó           | No clasificó           | No clasificó           | No clasificó           | No clasificó           | No clasificó           |
| 2018                   | No clasificó           | No clasificó           | No clasificó           | No clasificó           | No clasificó           | No clasificó           | No clasificó           |
| 2022                   | No clasificó           | No clasificó           | No clasificó           | No clasificó           | No clasificó           | No clasificó           | No clasificó           |
| 2026                   | Por disputarse         | Por disputarse         | Por disputarse         | Por disputarse         | Por disputarse         | Por disputarse         | Por disputarse         |
| 2030                   | Por disputarse         | Por disputarse         | Por disputarse         | Por disputarse         | Por disputarse         | Por disputarse         | Por disputarse         |
| 2034                   | Por disputarse         | Por disputarse         | Por disputarse         | Por disputarse         | Por disputarse         | Por disputarse         | Por disputarse         |
| Total                  | 0/22                   | -                      | -                      | -                      | -                      | -                      | -                      |

### Eurocopa
| Eurocopa | Eurocopa       | Eurocopa       | Eurocopa       | Eurocopa       | Eurocopa       | Eurocopa       | Eurocopa       | Eurocopa       | Eurocopa       |
| Año      | Ronda          | Posición       | J              | G              | E              | P              | GF             | GC             | DG             |
| -------- | -------------- | -------------- | -------------- | -------------- | -------------- | -------------- | -------------- | -------------- | -------------- |
| 1960     | No participó   | No participó   | No participó   | No participó   | No participó   | No participó   | No participó   | No participó   | No participó   |
| 1964     | No participó   | No participó   | No participó   | No participó   | No participó   | No participó   | No participó   | No participó   | No participó   |
| 1968     | No clasificó   | No clasificó   | No clasificó   | No clasificó   | No clasificó   | No clasificó   | No clasificó   | No clasificó   | No clasificó   |
| 1972     | No clasificó   | No clasificó   | No clasificó   | No clasificó   | No clasificó   | No clasificó   | No clasificó   | No clasificó   | No clasificó   |
| 1976     | No clasificó   | No clasificó   | No clasificó   | No clasificó   | No clasificó   | No clasificó   | No clasificó   | No clasificó   | No clasificó   |
| 1980     | No clasificó   | No clasificó   | No clasificó   | No clasificó   | No clasificó   | No clasificó   | No clasificó   | No clasificó   | No clasificó   |
| 1988     | No clasificó   | No clasificó   | No clasificó   | No clasificó   | No clasificó   | No clasificó   | No clasificó   | No clasificó   | No clasificó   |
| 1984     | No clasificó   | No clasificó   | No clasificó   | No clasificó   | No clasificó   | No clasificó   | No clasificó   | No clasificó   | No clasificó   |
| 1992     | No clasificó   | No clasificó   | No clasificó   | No clasificó   | No clasificó   | No clasificó   | No clasificó   | No clasificó   | No clasificó   |
| 1996     | No clasificó   | No clasificó   | No clasificó   | No clasificó   | No clasificó   | No clasificó   | No clasificó   | No clasificó   | No clasificó   |
| 2000     | No clasificó   | No clasificó   | No clasificó   | No clasificó   | No clasificó   | No clasificó   | No clasificó   | No clasificó   | No clasificó   |
| 2004     | No clasificó   | No clasificó   | No clasificó   | No clasificó   | No clasificó   | No clasificó   | No clasificó   | No clasificó   | No clasificó   |
| 2008     | No clasificó   | No clasificó   | No clasificó   | No clasificó   | No clasificó   | No clasificó   | No clasificó   | No clasificó   | No clasificó   |
| 2012     | No clasificó   | No clasificó   | No clasificó   | No clasificó   | No clasificó   | No clasificó   | No clasificó   | No clasificó   | No clasificó   |
| 2016     | No clasificó   | No clasificó   | No clasificó   | No clasificó   | No clasificó   | No clasificó   | No clasificó   | No clasificó   | No clasificó   |
| 2020     | Fase de grupos | 17.º           | 3              | 1              | 0              | 2              | 1              | 3              | -2             |
| 2024     | No clasificó   | No clasificó   | No clasificó   | No clasificó   | No clasificó   | No clasificó   | No clasificó   | No clasificó   | No clasificó   |
| 2028     | Por disputarse | Por disputarse | Por disputarse | Por disputarse | Por disputarse | Por disputarse | Por disputarse | Por disputarse | Por disputarse |
| 2032     | Por disputarse | Por disputarse | Por disputarse | Por disputarse | Por disputarse | Por disputarse | Por disputarse | Por disputarse | Por disputarse |
| Total    | 1/17           | 34.º           | 3              | 1              | 0              | 2              | 1              | 3              | -2             |

### Liga de Naciones de la UEFA
| Liga de Naciones de la UEFA | Liga de Naciones de la UEFA | Liga de Naciones de la UEFA | Liga de Naciones de la UEFA | Liga de Naciones de la UEFA | Liga de Naciones de la UEFA | Liga de Naciones de la UEFA | Liga de Naciones de la UEFA | Liga de Naciones de la UEFA | Liga de Naciones de la UEFA | Liga de Naciones de la UEFA | Liga de Naciones de la UEFA |
| Año                         | L                           | G                           | Ronda                       | Posición                    | J                           | G                           | E                           | P                           | GF                          | GC                          | DG                          |
| --------------------------- | --------------------------- | --------------------------- | --------------------------- | --------------------------- | --------------------------- | --------------------------- | --------------------------- | --------------------------- | --------------------------- | --------------------------- | --------------------------- |
| 2018-19                     | C                           | 2                           | Primer lugar                | 28.º                        | 6                           | 4                           | 0                           | 2                           | 5                           | 3                           | +2                          |
| 2020-21                     | B                           | 4                           | Segundo lugar               | 21.º                        | 6                           | 4                           | 0                           | 2                           | 7                           | 5                           | +2                          |
| 2022-23                     | B                           | 3                           | Segundo lugar               | 21.º                        | 6                           | 2                           | 2                           | 2                           | 8                           | 6                           | +2                          |
| Total                       | Total                       | Total                       | 3/3                         | 25.º                        | 18                          | 10                          | 2                           | 6                           | 20                          | 14                          | +6                          |

### Juegos Olímpicos
| Juegos Olímpicos                                                                                         | Juegos Olímpicos              | Juegos Olímpicos              | Juegos Olímpicos              | Juegos Olímpicos              | Juegos Olímpicos              | Juegos Olímpicos              | Juegos Olímpicos              |
| Año | Ronda                         | J                             | G                             | E                             | P                             | GF                            | GC                            |
| --- | ----------------------------- | ----------------------------- | ----------------------------- | ----------------------------- | ----------------------------- | ----------------------------- | ----------------------------- |
| 1908 | No existía la selección       | No existía la selección       | No existía la selección       | No existía la selección       | No existía la selección       | No existía la selección       | No existía la selección       |
| 1912 | Cuarto lugar                  | 4                             | 2                             | 0                             | 2                             | 5                             | 16                            |
| 1920 | No participó                  | No participó                  | No participó                  | No participó                  | No participó                  | No participó                  | No participó                  |
| 1924 | No participó                  | No participó                  | No participó                  | No participó                  | No participó                  | No participó                  | No participó                  |
| 1928 | No participó                  | No participó                  | No participó                  | No participó                  | No participó                  | No participó                  | No participó                  |
| 1932 | No hubo competición de fútbol | No hubo competición de fútbol | No hubo competición de fútbol | No hubo competición de fútbol | No hubo competición de fútbol | No hubo competición de fútbol | No hubo competición de fútbol |
| 1936 | Octavos de final              | 1                             | 0                             | 0                             | 1                             | 3                             | 7                             |
| 1948 | No participó                  | No participó                  | No participó                  | No participó                  | No participó                  | No participó                  | No participó                  |
| Desde 1952 los Juegos Olímpicos los disputan selecciones amateurs, y a partir de 1992 selecciones sub-23 |                               |                               |                               |                               |                               |                               |                               |
| Total | 2/7                           | 5                             | 2                             | 0                             | 3                             | 8                             | 23                            |

## Récord ante otras selecciones
Actualizado al 13 de octubre de 2024.
| Rival                  | J   | G   | E   | P   | GF  | GC   | GD   |
| ---------------------- | --- | --- | --- | --- | --- | ---- | ---- |
| Albania                | 7   | 4   | 1   | 2   | 8   | 6    | +2   |
| Alemania               | 23  | 1   | 6   | 16  | 19  | 82   | −63  |
| Alemania Democrática   | 7   | 2   | 1   | 4   | 8   | 21   | −13  |
| Andorra                | 2   | 1   | 1   | 0   | 3   | 0    | +3   |
| Arabia Saudita         | 4   | 2   | 1   | 1   | 7   | 4    | +3   |
| Argelia                | 1   | 0   | 0   | 1   | 0   | 2    | −2   |
| Armenia                | 6   | 5   | 1   | 0   | 11  | 1    | +10  |
| Austria                | 11  | 1   | 2   | 8   | 11  | 24   | −13  |
| Azerbaiyán             | 8   | 7   | 0   | 1   | 15  | 5    | +10  |
| Baréin                 | 5   | 4   | 1   | 0   | 9   | 1    | +8   |
| Barbados               | 1   | 0   | 1   | 0   | 0   | 0    | 0    |
| Bélgica                | 11  | 4   | 4   | 3   | 20  | 19   | +1   |
| Bermudas               | 1   | 1   | 0   | 0   | 2   | 0    | +2   |
| Bielorrusia            | 5   | 2   | 3   | 0   | 7   | 4    | +3   |
| Bolivia                | 2   | 0   | 1   | 1   | 2   | 5    | −3   |
| Bosnia y Herzegovina   | 7   | 2   | 2   | 3   | 11  | 12   | −1   |
| Brasil                 | 3   | 0   | 0   | 3   | 3   | 9    | −6   |
| Bulgaria               | 10  | 2   | 1   | 7   | 3   | 19   | −16  |
| Camerún                | 2   | 0   | 1   | 1   | 0   | 2    | −2   |
| Canadá                 | 1   | 1   | 0   | 0   | 3   | 2    | +1   |
| Catar                  | 4   | 1   | 3   | 0   | 4   | 3    | +1   |
| Chile                  | 1   | 0   | 0   | 1   | 0   | 2    | −2   |
| China                  | 4   | 1   | 0   | 3   | 6   | 7    | −1   |
| Colombia               | 1   | 0   | 0   | 1   | 1   | 3    | −2   |
| Corea del Norte        | 1   | 0   | 0   | 1   | 2   | 3    | −1   |
| Corea del Sur          | 3   | 0   | 0   | 3   | 0   | 5    | −5   |
| Costa Rica             | 1   | 0   | 0   | 1   | 1   | 2    | −1   |
| Croacia                | 2   | 0   | 1   | 1   | 1   | 2    | −1   |
| Chipre                 | 4   | 2   | 1   | 1   | 7   | 4    | +3   |
| Dinamarca              | 63  | 12  | 10  | 41  | 62  | 155  | −93  |
| Escocia                | 8   | 0   | 2   | 6   | 5   | 18   | −13  |
| Ecuador                | 1   | 0   | 0   | 1   | 1   | 3    | −2   |
| Egipto                 | 2   | 0   | 0   | 2   | 2   | 4    | −2   |
| Emiratos Árabes Unidos | 1   | 0   | 1   | 0   | 1   | 1    | 0    |
| Eslovaquia             | 4   | 0   | 1   | 3   | 1   | 6    | −5   |
| Eslovenia              | 5   | 2   | 2   | 1   | 7   | 6    | +1   |
| Estados Unidos         | 2   | 0   | 0   | 2   | 1   | 3    | −2   |
| Estonia                | 32  | 15  | 10  | 7   | 74  | 30   | +44  |
| España                 | 8   | 1   | 2   | 5   | 5   | 16   | −11  |
| Francia                | 11  | 1   | 0   | 10  | 3   | 22   | −19  |
| Gales                  | 14  | 4   | 5   | 5   | 13  | 21   | −8   |
| Georgia                | 2   | 1   | 1   | 0   | 2   | 1    | +1   |
| Grecia                 | 19  | 6   | 3   | 10  | 22  | 32   | −10  |
| Honduras               | 1   | 1   | 0   | 0   | 2   | 1    | +1   |
| Hungría                | 17  | 3   | 3   | 11  | 15  | 48   | −33  |
| India                  | 2   | 1   | 1   | 0   | 2   | 0    | +2   |
| Indonesia              | 1   | 0   | 0   | 1   | 1   | 3    | −2   |
| Inglaterra             | 14  | 0   | 2   | 12  | 8   | 49   | −41  |
| Islas Feroe            | 5   | 5   | 0   | 0   | 15  | 1    | +14  |
| Islandia               | 14  | 7   | 3   | 4   | 21  | 15   | +6   |
| Israel                 | 5   | 2   | 1   | 2   | 6   | 6    | 0    |
| Irak                   | 2   | 0   | 0   | 2   | 0   | 3    | −3   |
| Irlanda                | 12  | 5   | 3   | 4   | 18  | 16   | +2   |
| Irlanda del Norte      | 11  | 5   | 2   | 4   | 18  | 12   | +6   |
| Italia                 | 13  | 1   | 1   | 11  | 7   | 32   | −25  |
| Japón                  | 2   | 0   | 0   | 2   | 1   | 7    | −6   |
| Jordania               | 1   | 1   | 0   | 0   | 2   | 1    | +1   |
| Kazajistán             | 7   | 5   | 1   | 1   | 9   | 3    | +6   |
| Kosovo                 | 2   | 1   | 1   | 0   | 2   | 1    | +1   |
| Kuwait                 | 7   | 3   | 2   | 2   | 6   | 5    | +1   |
| Letonia                | 17  | 10  | 3   | 4   | 32  | 18   | +14  |
| Liechtenstein          | 5   | 4   | 1   | 0   | 10  | 3    | +7   |
| Lituania               | 5   | 3   | 0   | 2   | 15  | 5    | +10  |
| Luxemburgo             | 5   | 4   | 1   | 0   | 12  | 4    | +8   |
| Macedonia del Norte    | 5   | 3   | 1   | 1   | 12  | 3    | +9   |
| Malasia                | 1   | 0   | 0   | 1   | 1   | 2    | −1   |
| Malta                  | 7   | 4   | 2   | 1   | 9   | 5    | +4   |
| Marruecos              | 2   | 0   | 1   | 1   | 0   | 1    | −1   |
| México                 | 4   | 0   | 1   | 3   | 2   | 7    | −5   |
| Moldavia               | 4   | 2   | 1   | 1   | 7   | 5    | +2   |
| Montenegro             | 2   | 2   | 0   | 0   | 4   | 0    | +4   |
| Noruega                | 67  | 9   | 17  | 41  | 82  | 182  | −100 |
| Omán                   | 6   | 3   | 3   | 0   | 7   | 2    | +5   |
| Países Bajos           | 14  | 1   | 2   | 11  | 14  | 43   | −29  |
| Perú                   | 1   | 0   | 0   | 1   | 3   | 7    | −4   |
| Polonia                | 29  | 3   | 8   | 18  | 25  | 67   | −42  |
| Portugal               | 11  | 1   | 4   | 6   | 8   | 18   | −10  |
| República Checa        | 11  | 3   | 3   | 5   | 14  | 22   | −8   |
| Rumania                | 13  | 0   | 5   | 8   | 6   | 29   | −23  |
| Rusia                  | 21  | 1   | 5   | 15  | 13  | 67   | −54  |
| San Marino             | 6   | 6   | 0   | 0   | 23  | 1    | +22  |
| Serbia                 | 9   | 2   | 2   | 5   | 10  | 30   | −20  |
| Singapur               | 1   | 1   | 0   | 0   | 1   | 0    | +1   |
| Suecia                 | 89  | 11  | 11  | 67  | 96  | 294  | −198 |
| Suiza                  | 5   | 2   | 0   | 3   | 5   | 7    | −2   |
| Tailandia              | 5   | 1   | 1   | 3   | 6   | 12   | −6   |
| Trinidad y Tobago      | 5   | 3   | 1   | 1   | 7   | 6    | +1   |
| Túnez                  | 3   | 2   | 1   | 0   | 6   | 2    | +4   |
| Turquía                | 15  | 6   | 4   | 5   | 24  | 22   | +2   |
| Ucrania                | 4   | 0   | 1   | 3   | 3   | 6    | −3   |
| Uruguay                | 2   | 0   | 0   | 2   | 1   | 7    | −6   |
| Yemen                  | 1   | 0   | 1   | 0   | 0   | 0    | 0    |
| Total                  | 801 | 212 | 169 | 420 | 954 | 1647 | −693 |

## Jugadores

### Última convocatoria
Lista de convocados para los partidos contra  Malta y  Lituania por la Clasificación de UEFA para la Copa Mundial de Fútbol de 2026.
Última actualización: 24 de marzo de 2025.
| N.º | Nombre               | Posición       | Edad    | PJ  | Goles | Equipo                 |
| --- | -------------------- | -------------- | ------- | --- | ----- | ---------------------- |
| 1   | Lukas Hradecky       | Portero        | 35 años | 99  | 0     | Bayer Leverkusen       |
| 12  | Jesse Joronen        | Portero        | 32 años | 20  | 0     | Venezia                |
| 23  | Viljami Sinisalo     | Portero        | 23 años | 3   | 0     | Celtic                 |
| 2   | Tuomas Ollila        | Defensa        | 25 años | 5   | 0     | Paris FC               |
| 3   | Daniel O'Shaughnessy | Defensa        | 30 años | 23  | 1     | HJK Helsinki           |
| 4   | Robert Ivanov        | Defensa        | 30 años | 37  | 0     | Eintracht Braunschweig |
| 5   | Leo Väisänen         | Defensa        | 27 años | 28  | 0     | Häcken                 |
| 11  | Noah Pallas          | Defensa        | 24 años | 3   | 0     | Vålerenga              |
| 13  | Adam Ståhl           | Defensa        | 30 años | 3   | 0     | Djurgårdens            |
| 15  | Miro Tenho           | Defensa        | 30 años | 6   | 0     | Djurgårdens            |
| 17  | Nikolai Alho         | Defensa        | 32 años | 42  | 0     | Asteras Trípoli        |
| 18  | Jere Uronen          | Defensa        | 30 años | 72  | 1     | AIK                    |
|     | Ville Tikkanen       | Defensa        | 25 años | 0   | 0     | HJK Helsinki           |
| 6   | Glen Kamara          | Centrocampista | 29 años | 66  | 2     | Al-Shabab              |
| 8   | Robin Lod            | Centrocampista | 32 años | 76  | 6     | Minnesota United       |
| 9   | Fredrik Jensen       | Centrocampista | 27 años | 34  | 8     | FC Augsburg            |
| 14  | Kaan Kairinen        | Centrocampista | 26 años | 21  | 1     | Sparta Praga           |
| 16  | Matti Peltola        | Centrocampista | 22 años | 16  | 0     | DC United              |
| 22  | Anssi Suhonen        | Centrocampista | 23 años | 10  | 0     | Jahn Regensburg        |
| 7   | Oliver Antman        | Delantero      | 23 años | 20  | 7     | Go Ahead Eagles        |
| 10  | Teemu Pukki          | Delantero      | 35 años | 129 | 42    | HJK Helsinki           |
| 19  | Benjamin Källman     | Delantero      | 27 años | 29  | 7     | KS Cracovia            |
| 20  | Joel Pohjanpalo      | Delantero      | 30 años | 79  | 17    | Palermo                |
| 21  | Daniel Håkans        | Delantero      | 24 años | 12  | 4     | Lech Poznań            |
| DT  | Jacob Friis          | Entrenador     | 48 años | 2   |       |                        |

### Más partidos jugados

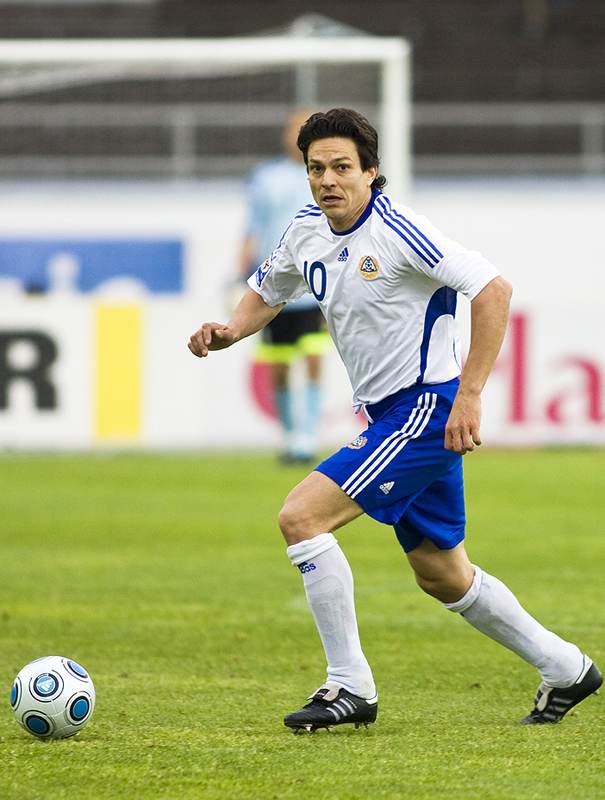
Jari Litmanen es el jugador con más partidos internacionales de Finlandia, con 137 apariciones.

- Actualizado al 25 de abril de 2024[22]

Jugadores en negrita aún juegan o pueden jugar por la selección.
| N.° | Jugador           | Partidos | Goles | Periodo   |
| --- | ----------------- | -------- | ----- | --------- |
| 1   | Jari Litmanen     | 137      | 32    | 1989-2010 |
| 2   | Teemu Pukki       | 120      | 40    | 2009-Act. |
| 3   | Sami Hyypiä       | 106      | 5     | 1992-2010 |
| 3   | Jonatan Johansson | 106      | 22    | 1996-2010 |
| 5   | Ari Hjelm         | 100      | 20    | 1983-1996 |
| 6   | Joonas Kolkka     | 98       | 11    | 1994-2010 |
| 7   | Lukáš Hrádecký    | 91       | 0     | 2010-Act. |
| 8   | Mikael Forssell   | 87       | 29    | 1999-2014 |
| 9   | Erkka Petäjä      | 84       | 0     | 1983-1994 |
| 9   | Tim Sparv         | 84       | 1     | 2009-2021 |

### Máximos goleadores

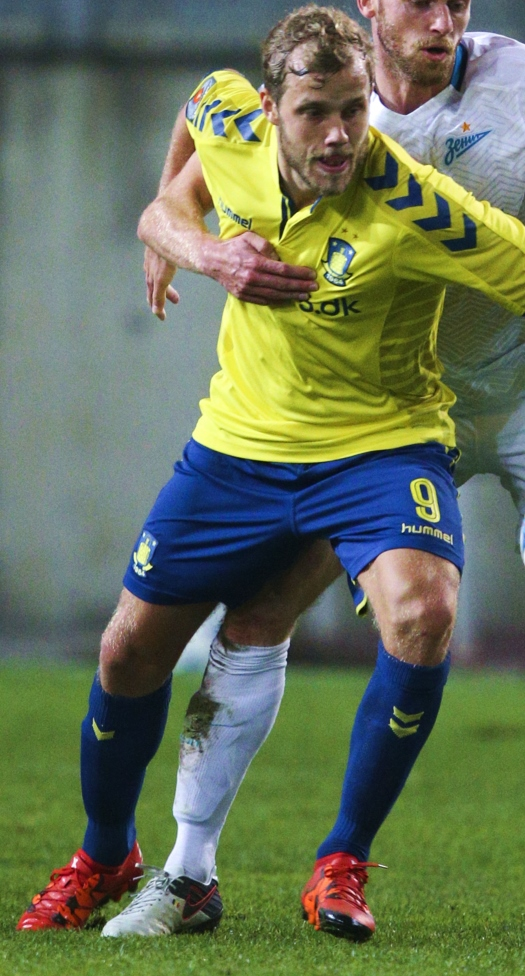
Teemu Pukki es el máximo goleador de Finlandia, con 42 goles.

| N.° | Jugador                | Periodo    | Goles | Partidos | Promedio |
| --- | ---------------------- | ---------- | ----- | -------- | -------- |
| 1   | Teemu Pukki            | 2009-Act.  | 42    | 120      | 0.34     |
| 2   | Jari Litmanen          | 1989-2010  | 32    | 137      | 0.23     |
| 3   | Mikael Forssell        | 1999-2014  | 29    | 87       | 0.33     |
| 3   | Jonatan Johansson      | 1996-2010  | 22    | 106      | 0.21     |
| 5   | Ari Hjelm              | 1983-1996  | 20    | 100      | 0.2      |
| 6   | Mika-Matti Paatelainen | 1986-2000  | 18    | 70       | 0.26     |
| 7   | Verner Eklöf           | 1919-1927  | 17    | 32       | 0.53     |
| 8   | Aulis Koponen          | 1924–1935  | 16    | 39       | 0.41     |
| 8   | Gunnar Åström          | 1923–1937  | 16    | 44       | 0,36     |
| 10  | Joel Pohjanpalo        | 2012- act. | 15    | 71       | 0.21     |

## Seleccionadores
Actualizado al 20 de enero de 2025.
| Entrenador             | Años          | PJ | PG | PE | PP |
| ---------------------- | ------------- | -- | -- | -- | -- |
| No hubo seleccionador  | 1911-21       | 17 | 6  | 2  | 9  |
| Jarl Öhman             | 1922          | 4  | 1  | 0  | 3  |
| No hubo seleccionador  | 1923-35       | 76 | 22 | 11 | 43 |
| Ferdinand Fabra        | 1936-37       | 8  | 1  | 1  | 6  |
| No hubo seleccionador  | 1937-38       | 9  | 3  | 0  | 6  |
| Gábor Obitz            | 1939          | 6  | 1  | 0  | 5  |
| No hubo seleccionador  | 1939-43       | 7  | 0  | 1  | 6  |
| Axel Mårtensson        | 1945          | 2  | 0  | 0  | 2  |
| Niilo Tammisalo        | 1946          | 3  | 0  | 0  | 3  |
| Aatos Lehtonen         | 1947-55       | 51 | 7  | 9  | 35 |
| Kurt Weinreich         | 1955-58       | 23 | 3  | 1  | 19 |
| Aatos Lehtonen         | 1959-61       | 19 | 3  | 0  | 16 |
| Olavi Laaksonen        | 1962-74       | 91 | 16 | 21 | 54 |
| Martti Kosma           | 1975          | 2  | 0  | 1  | 1  |
| Aulis Rytkönen         | 1975-78       | 30 | 8  | 4  | 18 |
| Esko Malm              | 1979-81       | 27 | 4  | 6  | 17 |
| Martti Kuusela         | 1982-87       | 53 | 9  | 11 | 33 |
| Jukka Vakkila          | 1988-92       | 49 | 7  | 21 | 21 |
| Tommy Lindholm         | 1993-94       | 25 | 5  | 7  | 13 |
| Jukka Ikäläinen        | 1994-96       | 21 | 7  | 4  | 10 |
| Richard Møller Nielsen | 1996-99       | 34 | 9  | 12 | 13 |
| Antti Muurinen         | 2000-05       | 72 | 34 | 12 | 26 |
| Jyrki Heliskoski       | 2005          | 6  | 2  | 2  | 2  |
| Roy Hodgson            | 2006-07       | 22 | 6  | 11 | 5  |
| Stuart Baxter          | 2008-10       | 28 | 8  | 5  | 15 |
| Olli Huttunen          | 2010          | 1  | 1  | 0  | 0  |
| Markku Kanerva         | 2011          | 2  | 0  | 1  | 1  |
| Mixu Paatelainen       | 2011-2016     | 38 | 16 | 10 | 12 |
| Hans Backe             | 2016-2017     | 11 | 0  | 2  | 9  |
| Markku Kanerva         | 2018-2024     | 86 | 36 | 14 | 39 |
| Jacob Friis            | 2025-presente |    |    |    |    |

En cursiva los seleccionadores interinos.